# 黒須育海
黒須 育海（くろす いくみ、1987年（昭和62年） - ）は、日本の振付家、ダンサー。ブッシュマン主宰・コンドルズメンバー。埼玉県出身。大東文化大学卒業。

## 略歴
高校在学時にストリートダンス、19歳からコンテンポラリー・ダンスを学ぶ。
大学では文学部英米文学科に入学、英語と保健体育の教員免許を取得。大学卒業後は振付家である一方、肢体不自由領域の特別支援学校で4年間常勤の教員を務めていた。特別支援学校では、車椅子を使用する生徒に、創作ダンスの授業を行ってきた。ダンサーのみならず教育機関に向けてのワークショップも積極的に行なっている。現在は有明教育芸術短期大学で非常勤講師を務める。
横浜ダンスコレクションEX2015コンペティション1にて香取直登とのデュオ作品『RE:DIVISION』でシビウ国際演劇祭賞と『Touchpoint Art Foundation賞』を同時に受賞。シビウ国際演劇祭2016では『RE:DIVISION』の再演と新作『THIRD HORSE』を上演した。
2017年（平成29年）の同コンペティション・横浜ダンスコレクションにて最高賞の審査員受賞などコンクールで受賞多数・韓国・ハンガリー・ルーマニア・マレーシアに招聘（しょうへい）される。2018年（平成30年）3月からコンドルズ参戦。2020年（令和2年）、黒須育海+ブッシュマンとして第14回日本ダンスフォーラム賞受賞。

## 受賞歴
- 2013年（平成25年） - Dance Summit in JAPAN グランプリ。
- 2014年（平成26年） - Dance Creation Award 1位。
- 2015年（平成27年）
  - ダンスが見たい!新人シリーズ13 新人賞。
  - 横浜ダンスコレクション2015EX『シビウ国際演劇祭賞』。
  - 横浜ダンスコレクション2015EX『Touchpoint Art Foundation賞』。
- 2017年（平成29年） - 横浜ダンスコレクション2017EX『審査員賞』（最高賞）。
- 2020年（令和2年） - 第14回日本ダンスフォーラム賞。

## ブッシュマン
黒須育海が主宰するダンスカンパニー。
横浜ダンスコレクションEX2017で最高賞受賞をきっかけに「ブッシュマン」の名前を付け劇団化した。
異形な身体を探求し、独自の世界観を創る。関東地方を拠点に活動し、石川県金沢市、富山県、愛媛県、愛知県名古屋市等の日本全国や韓国でも公演を行っている。

### 所属メンバー

#### ダンサー
- 手塚 バウシュ
- 中村 駿
- 金子 佑紀
- 江口 力斗
- 岡本 五

#### 制作・広報
- 中川 歩美
- 𠮷澤慎吾

### 公演歴
- 2015年（平成27年）
  - 1月14日 - 『二つの皿』@日暮里d-倉庫（「ダンスがみたい！新人シリーズ13」新人賞受賞）
  - 7月28日 - 『Mile Post』@日暮里d-倉庫
- 2016年（平成28年）2月13日 - 2月14日 - 『Mile Post』@福岡ぽんプラザホール
- 2017年（平成29年）
  - 2月12日 - 横浜ダンスコレクションEX 2017『FLESH CUB』@横浜赤レンガ倉庫1号館3階ホール（コンペティション1審査員賞受賞）
  - 7月19日 - 『白鳥の湖』@日暮里d-倉庫
- 2018年（平成30年）
  - 3月11日 - 『かむくらのヤド』@あうるすぽっと
  - 8月11日 - 8月12日 - 『よいのみつ』@神楽坂セッションハウス
- 2019年（令和元年）8月2日 - 8月3日 - 『コッペの穴に夢をみる』@東京芸術劇場シアターウエスト
- 2020年（令和2年）
  - 1月11日 - 1月12日 - ダンス体験＆鑑賞プロジェクト『ダンス体鑑！』@神奈川県立青少年センター紅葉坂ホール舞台上特設ステージ
  - 2月10日 - 2月11日 - 『けむりでできたぞう』@横浜にぎわい座 のげシャーレ

## 関連リンク
- 黒須育海 / Kurosu Ikumi　Official Web site
- ブッシュマン 公式サイト
- 黒須育海 (@ikumilala9) - X（旧Twitter）（2013年5月19日 06時43分42秒 - ）
- 黒須育海 公式ブログ IKUMI CLOG（2020年4月16日 - ）
- ブッシュマン公式 (bushmandco) - Facebook（2018年7月14日 - ）
- 横浜Dance Collection受賞者公演「けむりでできたぞう」
- ステージナタリー「コッペの穴にゆめをみる」2019年（令和元年）8月2日 12時47分付
- 芸術家と子どもたち 黒須育海